# Nippononethes uenoi
Nippononethes uenoi là một loài chân đều trong họ Trichoniscidae. Loài này được Vandel miêu tả khoa học năm 1968.